# Konrad Furrer
Konrad Furrer, auch Conrad Furrer (* 5. November 1838 in Fluntern; † 14. April 1908 in Zürich) war ein Schweizer evangelischer Geistlicher und Hochschullehrer. 

## Leben
Konrad Furrer war der Sohn eines Bauern.
Er immatrikulierte sich 1857 an der Universität Zürich und studierte Theologie; 1862 erfolgte seine Ordination und im gleichen Jahr wurde er Pfarrverweser in Schlieren. 
Nachdem er 1863 eine Palästinareise unternommen hatte, wurde Furrer Pfarrer in Baar, danach 1864 in Schlieren und 1870 in Uster, bis er 1876 Pfarrer an der Altstadtkirche St. Peter in Zürich wurde.
Von 1869 bis 1871 war Furrer Privatdozent an der Universität Zürich; in dieser Zeit habilitierte er mit Die Bedeutung der biblischen Geographie für die biblische Exegese. 1889 wurde er an der Universität Zürich ausserordentlicher Professor für Altes Testament und Allgemeine Religionsgeschichte. 1900 war er Dekan der Theologischen Fakultät.
Furrer pflegte eine Freundschaft mit dem Palästinaforscher Titus Tobler, über den er eine Biografie verfasste.
Seit 1872 war Konrad Furrer mit Susanna (geb. Frei) (1845–1895) verheiratet.

## Geistliches und schriftstellerisches Wirken
Er wurde vor allem durch seine Predigten und seine Vortragstätigkeiten bekannt, so waren seine Kontroversen mit atheistischen Sozialisten 1893 im Vereinshaus des Arbeitervereins Eintracht Zürich, die Vorträge über allgemeine biblische Fragen in der alten Tonhalle 1895 und über den Katholizismus, gehalten in der Kirche St. Peter 1899, stark besucht. Er war theologisch unter den frommen, undoktrinären Liberalen einzuordnen und verfasste neben einigen populärwissenschaftlichen Schriften ein Buch über seine Reise ins Heilige Land, das dank seiner präzisen Beobachtungen noch heute als interessante und wichtige Quelle über die damaligen Zustände in Palästina gelten kann. Er publizierte viele verschiedene Artikel und Aufsätze in verschiedenen Zeitschriften und im Bibel-Lexikon. Realwörterbuch zum Handgebrauch für Geistliche und Gemeindeglieder.

## Ehrungen und Auszeichnungen
- Konrad Furrer wurde 1879 durch die Universität Bern zum Dr. theol. h. c. ernannt.

## Mitgliedschaften
- Konrad Furrer war 1877 einer der Gründer des Deutschen Palästinavereins.[5]

## Schriften (Auswahl)
- Wanderungen durch Palästina. Zürich 1865.
- Die Bedeutung der biblischen Geographie für die biblische Exegese. Zürich 1870.
- Die hebräische Sprache als Sprache der Bibel. Zürich 1887.
- Darwinismus und Sozialismus im Lichte der christlichen Weltanschauung. Zürich 1889
- mit Rudolf Leuzinger, Abraham Ringier: Biblisch topographische Karte von Palästina. Winterthur 1891.
- Das Glaubensbekenntniss der abendländischen Kirchen genannt das apostolische Symbolum. Nach seiner bleibenden Bedeutung betrachtet. St. Gallen 1891.
- Konrad Furrer: Tobler, Titus. In: Allgemeine Deutsche Biographie (ADB). Band 38, Duncker & Humblot, Leipzig 1894, S. 395–402.
- Katholizismus und Protestantismus in acht Vorträgen dargestellt. Zürich 1899.
- Vorträge über das Leben Jesu Christi. Zürich 1902.
- Vorlesung und Erklärung des Evangeliums nach Markus sowie ergänzender Abschnitte aus den übrigen Evangelien. Gehalten zu St. Peter 1903/1904. Zürich 1904.